# Chiton (Mucrosquama) carnosus
Chiton (Mucrosquama) carnosus is een keverslakkensoort uit de familie van de Chitonidae. De wetenschappelijke naam van de soort is voor het eerst geldig gepubliceerd in 1867 door Carpenter in Angas.